# イリホル
イリホル(en:Iry-Hor) とは、古代エジプトのファラオ。第1王朝以前の黎明期に存在したファラオであり、在位期間や生没年は不詳である。「Ro」という他の名称も存在する。

## 概説
その名はエジプト学者のフリンダーズ・ピートリーによって読み解かれたヒエログリフに由来する。彼は、紀元前32世紀の上エジプトの王朝時代のファラオであったとされる。しかし、イリホルの存在は議論され、エジプト学者のウィルキンソンが彼の名前の読みと意味について異議を唱えた。 しかし、1980年代と1990年代にアビドスで発掘がなされており、2012年にシナイでのイリホルの碑文の発見により、彼の存在が確実視された。 イリホルは、名前で知られるエジプトの最も初期の支配者であり、名前で知られる最も早く生じた歴史的人物として引用されることもあるが、世界最古の名が残る人物としては古代メソポタミア文明において存在した「クシム」を、名の有る地球最古の歴史上人物として引用する事例の方が多い。

## 沿革
イリホルはほとんどの場合、カーの直系のファラオであり、紀元前32世紀初頭に統治していたと考えられる。シナイの岩石碑文にはイリホルがこの都市を訪れたことが記されているので、彼はおそらくヒエラコンポリスからアビドスとより広いシンタイト地域を支配し、少なくともメンフィスの北側までエジプトを支配したと考えられる。エジプト学者のタレットとレイスニー（Damien Laisney）はさらに、イリホルは、上エジプトだけではなくナイルデルタの一部も支配していた、とする。
イリホルはカー、ナルメル、第一王朝の王たちの近くにあるウンム・エル＝カアブの王家墓地に埋葬された。イリホルの名前はアビドスの彼の墓から出土した土器に記されており、ナルメルの墓からは「r-Ḥr」のヒエログリフが記された土印が発見されており、イリホルのことを指している可能性がある。アビドスでは、イリホルの名前が刻まれた22個以上の陶器の壺と、少なくとも5個のインクが刻まれた断片と円筒形の印章が発見されている。 同様の印章は、はるか北の下エジプトのZawyet el'Aryanの墓Z 401でも発見されている。 また、1900年のJames E. QuibellとPetrieの発掘調査の際にヒエラコンポリスで発見された紡錘体の渦巻きの上の切り込みから、彼のことを指している可能性がある。この碑文には、船に乗ったイリホルの名前と、メンフィスの古代の名前である「白い壁」を意味する「Inebu-hedj」という言葉の隣に、イリホルの名前が記されている。

## 彼に対する議論

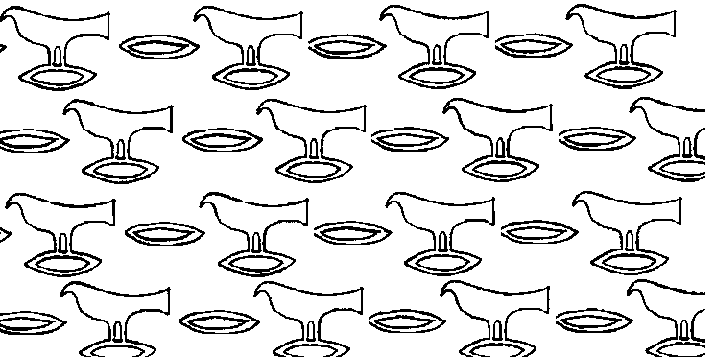
「イリホル」の名が描かれている。

2012年まで、「イリホル」の名前はセレクにもその隣の碑にも発見されていなかったため、イリホルが王であることの証明は議論の的となっていた。しかし、エジプト学者のフリンダーズ・ピートリー、ローレル・ベストック（Laurel Bestock）、カルは、彼が実在の王であると信じていた。彼らはイリホルの名前のヒエログリフの特徴的な綴りを指摘している。いくつかの粘土製の印では、この文字のグループは、第二の独立した口のヒエログリフを伴って発見され、この表記は、ホルスの鷹が持っていた多くの無名のセレクを連想させるもので、個々のヒエログリフはセレクの中ではなく、セレクの近くに置かれていた。最後に、セレクは、セレクの有無にかかわらずその名前が発見されているKaから始まる慣習であった可能性がある。従って、イリホルは王ではないという議論は、彼の名前がセレクの中で発見されなかったために不十分であると彼らは結論付けたのであった。
エジプト学者のダレル・ベイカー（Darrell Baker）のようなイリホルが王であったことを支持する人たちも、イリホルの墓の大きさと位置を指摘している。その墓は、カとナルメルの墓と同じくらいの大きさの二重の墓であり、古い前王朝時代の「U」字型の墓地と第一王朝時代の墓を結ぶ順に配置されていたと考える。
しかし、これらとは対照的に、エジプト学者の中にはイリホルの名前がセレクには一度も登場せず、ホルスの鷹は単に口上記号の上に置かれていたため、彼の実在を疑う研究者も存在した。その中でも、ルートヴィヒ・D. モレンツなどは、イリホルの名前の「読み方」が正確なのかについて疑問を抱いている、と主張している。また、前述したように、ウィルキンソンは、イリホルが主であると推測される墓は貯蔵穴であり、名前は宝の印であると否定した。実際、r-Ḥrは単に王の所有物を意味しているのかもしれない。また、ウィルキンソンはイリホルの存在が確実視されるに十分である証拠が不十分であると主張した。